# Dalida (miniserie televisiva)
Dalida è una miniserie televisiva che narra la vita dell'omonima cantante, trasmessa in prima visione assoluta da France 2, e in prima visione italiana da Canale 5.

## Produzione
Dalida è una coproduzione internazionale. È stata infatti prodotta da società di vari Paesi:
- Francia: Ego Productions, Carrère Groupe, France 2, France 4, Carrimages, Société Française de Production, Centre National de la Cinématographie, Orfei
- Italia: Cattleya, RTI per Mediaset
- Svizzera: Télévision Suisse-Romande
- Belgio: RTL-TVi, Mars
- Bulgaria: Nice View

## Trama
Dalida (nome d'arte di Iolanda Cristina Gigliotti) nasce a Choubra, un quartiere de Il Cairo, da genitori calabresi nel 1933. Cresce con problemi alla vista e allo scoppio della seconda guerra mondiale, poiché il re d'Egitto ordinò che tutti gli italiani dovessero essere imprigionati, suo padre venne messo in prigione. Iolanda cresce e nel 1951 diventa Miss Egitto e nel 1954 parte per Parigi dove dopo vari tentativi falliti nel mondo dello spettacolo riuscirà grazie al suo futuro marito Lucien Morisse a sfondare nel mondo della musica con Bambino (Guaglione), Gondolier, Ciao ciao bambina (Piove (ciao ciao bambina)), Volare (Nel blu dipinto di blu), I found my love in Portofino e tanti altri successi. Nel 1961 si sposa con Lucien ma il matrimonio ha breve durata quando nell'estate dello stesso anno incontra Jean Sobieski, un artista, per il quale lascerà il marito. Ma intanto i suoi successi continuano anche se non riceve più l'appoggio del marito. Tuttavia anche la storia con Sobieski termina per il fatto che Dalida si dedicasse troppo alla carriera. Nel 1966 incontra Luigi Tenco, cantante italiano, i due si innamorano e decidono di partecipare all'edizione del Festival di Sanremo del 1967 con la canzone Ciao amore ciao che Dalida canterà poi anche in francese. Alla sconfitta della canzone segue il suicidio di Tenco e ad esso il tentato suicidio di Dalida che sarà salvata da una domestica dell'albergo presso cui alloggiava. Dalida continua con la sua carriera e si avvicina al buddishmo grazie all'amicizia e poi relazione con il filosofo Arnaud Desjardin. Gli anni '70 sono dettati dal trionfo e dall'amore per un uomo strano e folle Richard de Saint Germain con il quale trascorrera otto anni. Gli anni ottanta sono gli anni del declino lento ma inesorabile verso un destino già provato da molti dolori... Dalida si suiciderà il 3 maggio del 1987 a cinquantaquattro anni scrivendo "La vie m'est insupportable, pardonnez-moi" (la vita mi è insopportabile, perdonatemi)

## Doppiaggio italiano
L'edizione italiana è curata da Patrizia De Crescenzo per Mediaset. Il doppiaggio è stato eseguito dalla Pumaisdue sotto la direzione di Renato e Fiamma Izzo.